# Перинтос
Перинтос (грч. Πέρινθος) је насељено место у општини Кукуш у периферији Средишња Македонија, Грчка. Према попису из 2021. године било је 24 становника.
Према бугарском географу и историчару, Василу Канчову, у Перинтосу је 1900. године живело 50 Турака. Године 1924. турско становништво је принудно исељено у Турску а на њихово место је насељен већи број грчких избегличких породица из Турске. На попису из 1928. године Перинтос је имало 169 становника. Село се раније звало Кавакли.